# Jonathan (zoon van Saul)

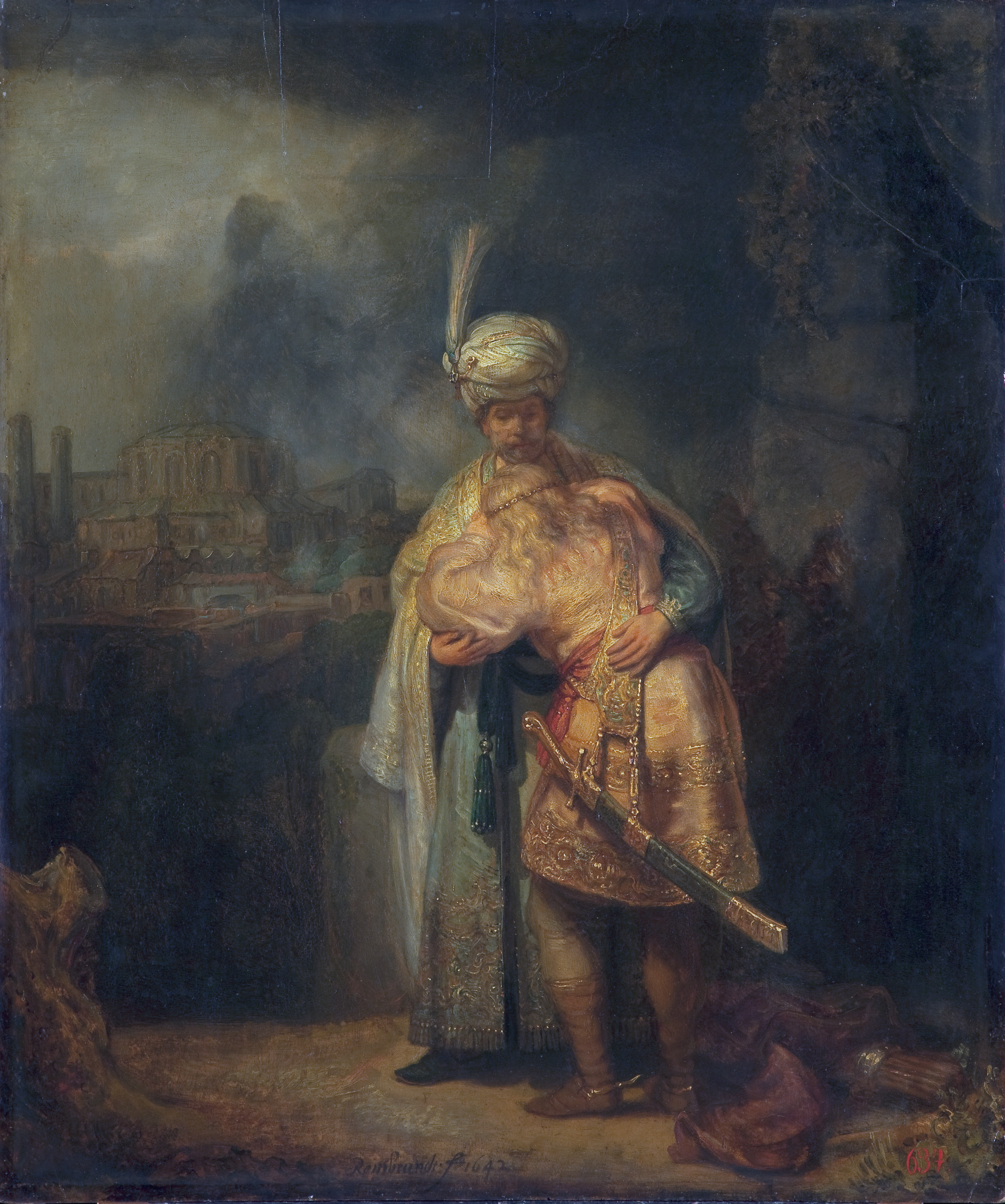
Davids afscheid van Jonatan, door Rembrandt van Rijn

Jonathan (Hebreeuws יְהוֹנָתָן, Jehonatan; of יוֹנָתָן, Jonatan, "hij die door God is gegeven" of "God heeft gegeven") was in de Hebreeuwse Bijbel de oudste zoon van Saul, de eerste koning van het Verenigd Koninkrijk Israël. 
Over zijn leven valt te lezen in 1 Samuel. Jonathan was in het leger van Saul een belangrijk legeraanvoerder. Jonathan raakte later bevriend met Sauls aangewezen opvolger, David. Toen er een conflict ontstond tussen Saul en David, koos Jonathan in het geheim partij voor David en redde daarmee het leven van David. Jonathan kwam samen met Saul en zijn broers Abinadab en Malkisua om het leven bij een oorlog tegen de Filistijnen.